# Jacob W. Davis
Jacob W. Davis, wł. Jacob Youphes, Якоб Йофис (ur. 1831 w Rydze, zm. 1908 w San Francisco) – amerykański krawiec i twórca współczesnego kroju dżinsów, pochodzący z rodziny łotewskich Żydów.

## Życiorys
Urodzony w 1831 roku w Rydze jako Jacob Youphes w rodzinie ryskich Żydów. W 1854 roku wyemigrował do USA i zmienił nazwisko na Davis. Początkowo nie wiodło mu się dobrze i kilkukrotnie zmieniał miejsce zamieszkania i branżę. Początkowo pracował jako krawiec w Nowym Jorku, następnie w Augusta w Maine. W 1856 roku przeniósł się do San Francisco, po czym szybko wyjechał do Weaverville, gdzie również został krawcem. W 1858 roku osiadł na dziewięć lat Kanadzie, gdzie ożenił się. W tym czasie pracował m.in. jako poszukiwacz złota. Po powrocie do USA w styczniu 1867 roku przeniósł się do Virginia City w Nevadzie i zajął się sprzedażą papierosów, ale po trzech miesiącach powrócił do krawiectwa. W czerwcu 1868 roku przeniósł się do Reno w tym samym stanie i zacząć produkować piwo, co doprowadziło go do bankructwa. Ostatecznie w 1869 roku powrócił do krawiectwa i otworzył pracownię, w której szył plandeki, namioty, koce pod siodła i ubrania dla robotników.
W 1870 roku złożyła u niego przełomowe (jak miało okazać się) zamówienie żona pewnego drwala. Zażyczyła sobie, by spodnie były na tyle wytrzymałe, jak to tylko możliwe za kwotę trzech dolarów. Opracowując projekt Davis postanowił wzmocnić miejsca narażone na rozdarcie za pomocą miedzianych nitów. Projekt spodobał się i w ciągu półtora roku otrzymał zamówienie na 200 par, zaczął też być kopiowany przez innych krawców, w związku z czym postanowił swój model opatentować. Z braku środków na opłaty urzędowe zwrócił się z propozycją współpracy do Leviego Straussa z firmy Levi Strauss & Co. z San Francisco, w której zaopatrywał się w surowiec. Obaj przedsiębiorcy wspólnie wystąpili o patent na „udoskonalony sposób szycia kieszeni” i otrzymali go 20 maja 1873 roku. Wkrótce potem Davis ozdobił tylną kieszeń spodni podwójnym szwem z pomarańczowej nici, by odróżnić swój wyrób od konkurencyjnych.
Wobec szybkiego wzrostu liczby zamówień, Strauss zbudował w San Francisco fabrykę, której prowadzenie objął Davis. Dość szybko porzucili też brązową tkaninę cotton duck i zaczęli wykorzystywać niebieski denim, ponieważ był on mocniejszy i odporniejszy na zabrudzenia. W 1890 r. patent Straussa i Davisa na wzmocnione nitami dżinsy wygasł, jednak firma wprowadzała kolejne udoskonalenia i na początku XX wieku jej produkty były najpopularniejsze na rynku.
Davis pracował ze Straussem przez całe życie, zarządzając fabryką aż do śmierci w 1908 roku w San Francisco. Później zarządzanie interesem przejął syn, Simon Davis.